# Amt Wensin

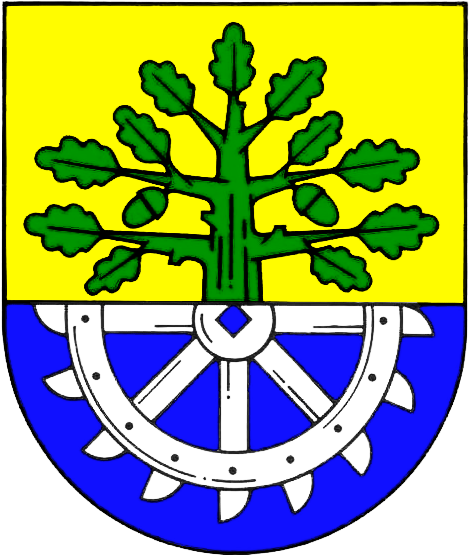
Wappen des ehem. Amtes Wensin

Das Amt Wensin war ein Amt im Kreis Segeberg in Schleswig-Holstein. Dem Amt gehörten die sieben Gemeinden Glasau, Krems II, Nehms, Rohlstorf, Seedorf, Travenhorst und Wensin an. Das Amt hatte rund 6500 Einwohner und eine Fläche von gut 140 km². Verwaltungssitz war Wensin.
Das Amt wurde nach dem Zweiten Weltkrieg zunächst aus den Gemeinden Krems II, Nehms, Rohlstorf, Travenhorst und Wensin gebildet. 1970 kamen die beiden bis dahin amtsfreien Gemeinden Seedorf und Glasau hinzu.
Mit Ablauf des 31. Dezember 2005 wurde das Amt aufgelöst und die Gemeinden bildeten zusammen mit den Gemeinden des Amtes Segeberg-Land ab dem 1. Januar 2006 das Amt Trave-Land mit Sitz in Bad Segeberg.

## Wappen
Blasonierung: „Geteilt von Gold und Blau. Oben ein wachsender grüner Eichbaum mit sieben Ästen, unten an der Teilung ein unterhalbes, achtspeichiges silbernes Mühlrad.“